# Mycetophila martinezi
Mycetophila martinezi är en tvåvingeart som beskrevs av Duret 1980. Mycetophila martinezi ingår i släktet Mycetophila och familjen svampmyggor. Artens utbredningsområde är Chile. Inga underarter finns listade i Catalogue of Life.